# Dasybasis belenensis
Dasybasis belenensis är en tvåvingeart som beskrevs av Coscaron och Philip 1967. Dasybasis belenensis ingår i släktet Dasybasis och familjen bromsar. Inga underarter finns listade i Catalogue of Life.